# Diversicrus longulum
Diversicrus longulum är en insektsart som beskrevs av De Lotto 1971. Diversicrus longulum ingår i släktet Diversicrus och familjen ullsköldlöss. Inga underarter finns listade i Catalogue of Life.